# Body grooming
Body Grooming, também chamado de Depilação Masculina é o ato de raspar, arrancar ou aparar os pêlos do corpo masculino, sendo diferente do ato de se barbear, que só elimina os pêlos do rosto. Se estende por todo o corpo, sendo muito depilados os braços, axilas, pernas, peito, costas e a virilha.

## História
A depilação masculina era praticada na Antiguidade, em particular na Grécia Antiga. Em competições esportivas gregas, como as Olimpíadas, era comum que os atletas se depilassem para as competições, para aumentar sua performance e evitar que, em lutas, tivessem seus pelos segurados pelo adversário. A cultura da época considerava antiestética a figura de um homem muito peludo.[carece de fontes?]

### Body Grooming actualmente

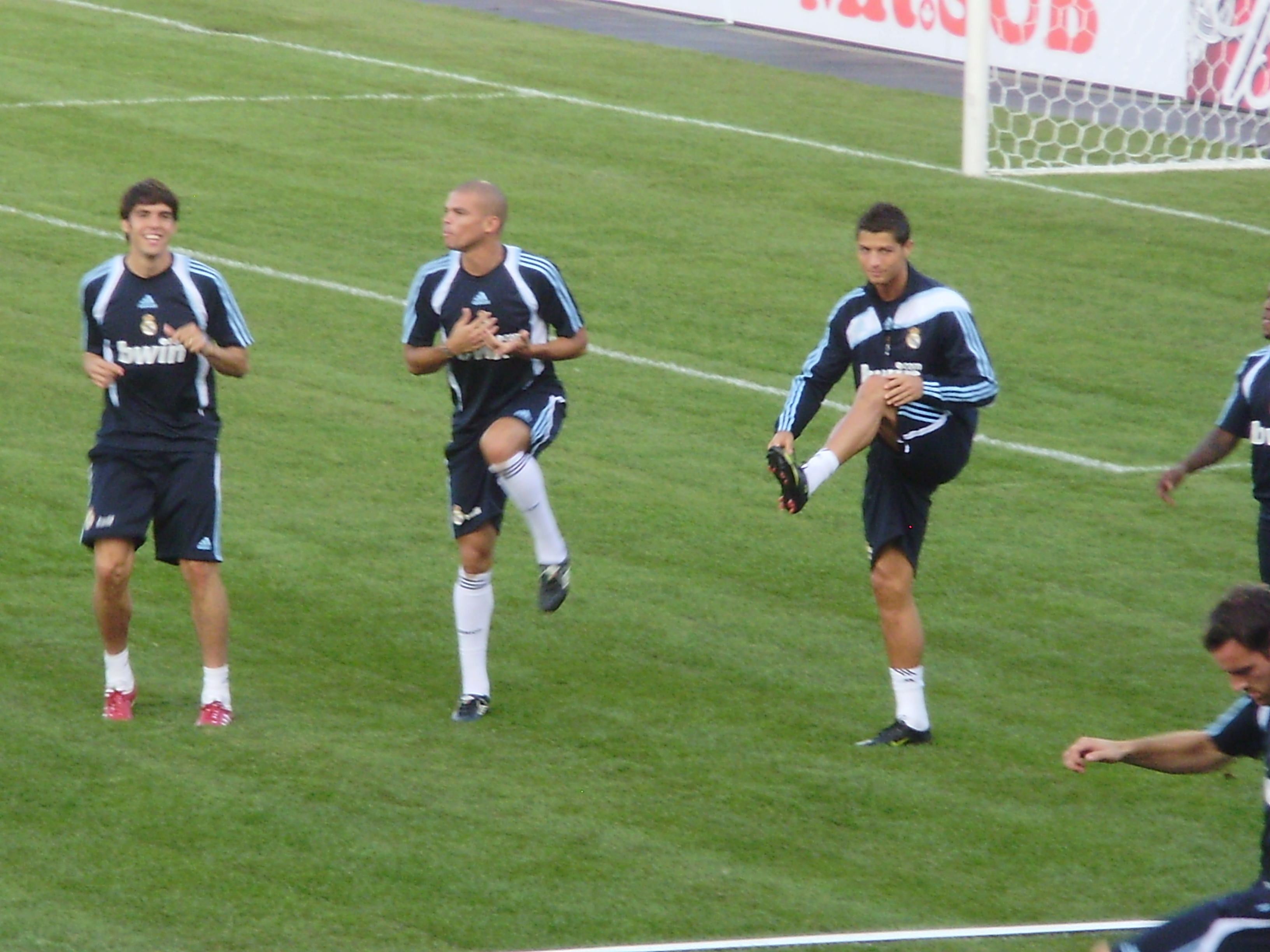
Jogadores de futebol são adeptos do Body Grooming

A depilação masculina deu um salto a partir da década de 90, num período de mudanças culturais. Com filmes de ação trazendo sempre atores musculosos, atraentes e com peitoral liso, homens começaram a se raspar, e as mulheres a aprovar a prática. Esportistas e fisioculturistas foram os principais precursores, depilando-se tanto por razões práticas, para diminuir o atrito com o ar e com a água, quanto por razões estéticas. Já no início do século XX, o ciclista italiano Giovanni Gerbi teve a ideia de rapar-se para conseguir uma rudimentar aerodinâmica para sair-se melhor nas provas; embora sua ideia na época não tenha sido bem aceita, hoje quase todos os ciclistas raspam ou depilam todo o corpo. Nadadores passaram a fazer o mesmo,a fim de diminuir a resistência da água.
Mais recentemente os jogadores de futebol passaram a fazer o mesmo, tendo sido eles os principais responsáveis pela aceitação da prática no Brasil.
Mas homens comuns também aderiram, por razões de higiene e estética, depilando as mais diversas áreas. Segundo uma pesquisa da Braun, nos Estados Unidos e na Alemanha os locais mais depilados pelos homens são as pernas, peito e axilas. Já na Espanha e no Brasil são a virilha, o peito e as axilas.

## Body Grooming na prática
[carece de fontes?]
Vários são os motivos pelos quais os homens se depilam, entre eles a prática de esportes, higiene, estética e preferência das mulheres.

### Métodos que arrancam os pêlos pela raiz
Nesse tipo de depilação o pêlo é totalmente retirado, inclusive a raiz, o que torna o método mais duradouro e dolorido.

#### Cera
A mais conhecida é a cera quente ou fria, que é aplicada na pele e depois puxada, arrancando, assim, os pêlos. Dura até 20 dias mas é dolorida, por isso muitos a evitam.

#### Laser
É definitiva e feita por profissionais, pode doer um pouco. O principal problema é o preço alto.

### Métodos que não arrancam os pelos pela raiz
Nesse método o pêlo é parcialmente removido, como sobra a raiz a durabilidade desse tipo de depilação é pequena.

#### Lâmina
É o mais usado, tanto para o Body Grooming como para o barbaer. Corta o pêlo rente a raiz, de modo rápido e indolor, mas voltam a crescer muito rápido. Ao contrário do que se pensa, não engrossa o pelo.

#### Cremes depilatórios
Derretem o pelo, de modo indolor, mas dura o mesmo que a lãmina e pode causar alergias e irritações.